# Monte San Giovanni in Sabina
Monte San Giovanni in Sabina là một đô thị ở tỉnh Rieti trong vùng Latium, có khoảng cách khoảng 50 km về phía đông bắc của Roma và cách khoảng 10 km southvề phía tây của Rieti. Tại thời điểm ngày 31 tháng 12 năm 2004, đô thị này có dân số 756 người và diện tích là 30,7 km².
Monte San Giovanni in Sabina giáp các đô thị: Mompeo, Montenero Sabino, Rieti, Roccantica, Salisano.